# Fosfato organico

Gruppo fosfato legato ad un generico gruppo R organico.

Per fosfato organico, o gruppo fosfato, si intende un gruppo funzionale polare di formula generale R-OPO(OH)2, acido in ambiente acquoso costituito dall'anione fosfato legato ad una molecola organica tramite uno dei suoi quattro atomi di ossigeno. Nella forma dissociata si indica come R-OPO2−3 e la sua carica negativa formalmente si trova sul fosforo, mentre in realtà è in risonanza su tutti gli atomi del gruppo (o ancora su altri atomi su cui è possibile lo stabilirsi di fenomeni di risonanza). La fosforilazione, ovvero la coniugazione di un gruppo fosfato ad una proteina, è una frequente modificazione post-traduzionale che può cambiare anche notevolmente le proprietà della proteina.